# Surya Bonalyová

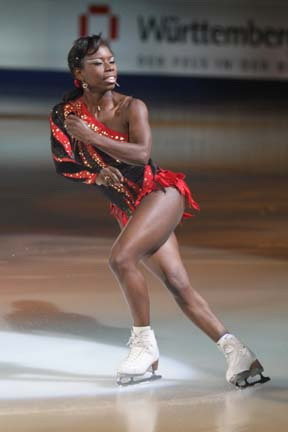
Surya Bonalyová (2007)

Surya Varuna Claudine Bonalyová (nepřech. Bonaly, * 15. prosince 1973 Nice) je bývalá francouzská krasobruslařka, pětinásobná mistryně Evropy a stříbrná medailistka z mistrovství světa. V roce 1998 na zimních olympijských hrách v Naganu předvedla jako jediná olympionička v historii salto vzad na jedné noze.

## Život a kariéra
Když jí bylo 8 měsíců, byla adoptována. Její adoptivní otec George byl architekt a vládní zaměstnanec, matka Suzzane učila tělesnou výchovu. Rodiče zpočátku do médií prohlašovali, že se Surya narodila na exotickém a vzdáleném ostrově nazývaném Réunion. Když bylo Suryi skoro 18 let, vyšlo najevo, že příběh byl nepravdivý; její biologická matka z ostrova pocházela, ale Surya se tam nenarodila.
Ze začátku cvičila jako gymnastka, proto měla větší zdatnost než ostatní krasobruslařky. Také se věnovala potápění. V roce 1986 vyhrála mistrovství světa juniorů (World Junior Tumbling Championships). Když jí bylo 10 let, začala trénovat pod vedením Didiera Gaihagueta (prezidenta Francouzské federace ledních sportů).
Koncem 80. a počátkem 90. let 20. století patřila mezi nejlepší světové krasobruslaře. Ve sportu dominovali bílí sportovci, ona jako jediná krasobruslařka černé pleti se stala vzorem pro černé fanoušky na celém světě. Je slavná pro skok back flip, jako jediná ho umí skočit a přistát na ledě jen na jedné noze. Pětkrát vyhrála evropské šampionáty krasobruslení, třikrát jí jen o kousek uniklo vítězství na mistrovství světa v krasobruslení. Ke konci své kariéry v roce 1998 na zimních Olympijských hrách v Naganu (Japonsko) dokázala, že má ještě pořád mnoho fanoušků. Skončila první na Goodwill Games 2000.
V květnu 1996 utrpěla vážné zranění; kvůli protrhnutí Achillovy šlachy podstatně omezilo nadcházející sezónu. Několik let cestovala s Champions on Ice. V roce 2004 získala americké občanství a v současnosti[kdy?] žije v Las Vegas ve státě Nevada, kde učí bruslení.

## Výsledky
Mistrovství světa
- 1989 – Mistrovství světa (10. místo)
- 1990 – Mistrovství světa (9. místo)
- 1991 – Mistrovství světa (5. místo)
- 1992 – Mistrovství světa (11. místo)
- 1993 – Mistrovství světa (2. místo)
- 1994 – Mistrovství světa (2. místo)
- 1995 – Mistrovství světa (2. místo)
- 1996 – Mistrovství světa (5. místo)

Mistrovství Evropy
- 1989 – Mistrovství Evropy (8. místo)
- 1990 – Mistrovství Evropy (4. místo)
- 1991 – Mistrovství Evropy (1. místo)
- 1992 – Mistrovství Evropy (1. místo
- 1993 – Mistrovství Evropy (1. místo)
- 1994 – Mistrovství Evropy (1. místo)
- 1995 – Mistrovství Evropy (1. místo)
- 1996 – Mistrovství Evropy (2. místo)
- 1997 – Mistrovství Evropy (9. místo)
- 1998 – Mistrovství Evropy (6. místo)